# 苹果酸合酶
苹果酸合酶（英語：malate synthase，EC 2.3.3.9）是能催化如下反应的酶:
乙酰-CoA + H2O + 乙醛酸 {\displaystyle \rightleftharpoons } (S)-苹果酸 + CoA
该酶属于轉移酶中酰基转移酶的一类，并在转移过程中把酰基转化为烷基。苹果酸合酶参与了乙醛酸循环。

## 结构研究
截止2018年底，已有几个这类酶的结构被解析，包括PDB接入代码为2GQ3 （页面存档备份，存于）, 1D8C （页面存档备份，存于）, 3OYX （页面存档备份，存于）, 3PUG （页面存档备份，存于）, 5TAO （页面存档备份，存于）, 5H8M （页面存档备份，存于）, 2JQX （页面存档备份，存于）, 1P7T （页面存档备份，存于）, 和 1Y8B （页面存档备份，存于）.。